# Stanisław Lipnicki (zm. 1733)
Stanisław Lipnicki herbu Poraj (zm. 1733) – wojski wieluński w latach 1703–1723, pisarz grodzki ostrzeszowski.
Był deputatem województwa sieradzkiego w konfederacji sandomierskiej 1704 roku. 